# جورجيو دي شيريكو
جورجيو دي شيريكو (10 يوليو 1888 - 20 نوفمبر 1978) رسام ما قبل السريالي ومن ثم رسام سريالي إيطالي ولد في فولوس في اليونان من أم جنوية وأب صقلي. أسس حركة الفن الميتافيزيقية.
درس الفن في فلورنسا وأثينا، قبل أن ينتقل إلى ألمانيا في عام 1906، حيث دخل أكاديمية الفنون الجميلة في ميونيخ. هناك وقال إنه جاء في اتصال مع أعمال نيتشه الفلاسفة وشوبنهاور آرثر، بالإضافة إلى دراسة أعمال Böcklin آرنولد وماكس كلينغر. عاد إلى إيطاليا في صيف عام 1909 لقضاء ستة أشهر في ميلان. في عام 1910 في وقت مبكر انتقل إلى فلورنسا مرة أخرى، حيث رسمت «ولغز من بعد الظهر الخريف»، أول أعماله من سلسلة «بلازا الميتافيزيقيا» بعد تجربة شخصية في ساحة سانتا كروتش. رسمت في فلورنسا أنه أيضا «لغز من أوراكل». في العام التالي، أمضى دي Chirico عدة أيام في تورينو، في طريقه إلى باريس، وكان أعجب ما أسماه «الجانب الميتافيزيقي في تورينو» كما وردت في الهندسة المعمارية من القناطر والساحات. عاش في باريس دي شيريكو حتى التجنيد في الجيش مايو 1915 خلال الحرب العالمية الأولى.
لوحات دي شيريكو أنها مصنوعة بين 1909 و 1914 هم الذين قدّموا المزيد من الاعتراف. وتعرف هذه الفترة كفترة ميتافيزيقية. الأعمال التي هي الصور التي تثير بيئة مظلمة وشاقة. في بداية هذه الفترة، كانت مستوحاة من النماذج من تصميم المناظر الطبيعية في المناطق الحضرية في مدن البحر الأبيض المتوسط، ولكن تدريجيا، واهتمام الرسام يتجه إلى الدراسات الغرف مكتظة الكائنات، يسكنها أحيانا العارضات.
على الفور تقريبا، وأثنى على غيوم أبولينير الكاتب عمل دي شيريكو، وساعدت على تقديم الفريق لاحقا ستكون مكرسة لالسريالية. كتب إيف Tanguy في عام 1922، والتي صدمت للغاية لرؤية عمل من دي شيريكو في نافذة معرض، التي كانت في ذلك الوقت قررت أن تصبح فنانة، حتى دون الحاجة لمست الفرشاة في حياتك. الفنانين الآخرين الذين لديهم نفوذ معترف بها انهم تلقوا من جورجيو دي شيريكو وماكس آرنست وسلفادور دالي ورينيه ماغريت. ويعتبر دي شيريكو له تأثير كبير على حركة السريالية.
تخلى دي شيريكو نمط ميتافيزيقية ثم قدمت عدة أعمال أكثر واقعية، والتي كان لها نجاحا متواضعا. دي شيريكو كما نشرت الرواية في عام 1925 بعنوان «Hebdómero، والميتافيزيقي».

## روابط خارجية
- جورجيو دي شيريكو على موقع IMDb (الإنجليزية)
- جورجيو دي شيريكو على موقع الموسوعة البريطانية (الإنجليزية)
- جورجيو دي شيريكو على موقع مونزينجر (الألمانية)
- جورجيو دي شيريكو على موقع ميوزك برينز (الإنجليزية)
- جورجيو دي شيريكو على موقع إن إن دي بي (الإنجليزية)
- جورجيو دي شيريكو على موقع ديسكوغز (الإنجليزية)